# 市石巌
市石 巌（いちいし いわお、1931年 - ）は、日本の野球選手。大阪府立北野高等学校野球部を甲子園優勝に導いた数少ない人物として知られる。

## 略歴
大阪市西区出身。
西区内の小学校卒業後、旧制大阪府立高津中学（現・大阪府立高津高等学校）に入学。兵庫県西宮市甲子園在住中、大阪大空襲、神戸大空襲により、福井県小浜市へ縁故疎開し、旧制小浜中学校へ転校。野球部に所属した。
その後、再び大阪へ戻ると、学制改革に伴い、1948年、新制大阪府立北野高等学校へ入学し、第1回選抜高校野球に出場、準決勝まで進出した。1949年、甲子園で優勝を果たす。
北野高校卒業後は、京都大学に進学した。